# Kantipur
Cet article concerne l'ancienne cité-Etat. Pour la ville actuelle, voir Katmandou. Pour le quotidien, voir Kantipur (journal).
1560–1768
Kantipur, en nepalbhasha कान्तिपुर, toponyme signifiant littéralement en français « cité de la lumière », est une cité-État du Népal dirigée par la dynastie des Malla (1201 — 1769) et ayant existé de 1560 à 1768. Après l'unification avec les autres royaumes rivaux dont ceux de Lalitpur et Bhadgaon par Prithvi Narayan, la ville est renommée Katmandou et acquiert le titre de capitale du royaume.